# 中東・北アフリカ経済協力開発銀行
中東・北アフリカ経済協力開発銀行（ちゅうとう・きたアフリカけいざいきょうりょくかいはつぎんこう、英: the Bank for Economic Cooperation and Development in the Middle East and North Africa）は、中東・北アフリカ地域の平和、安定及び開発を強化し及び促進するため、地域的な経済開発及び経済協力を促進することを目的に設立されようとする国際開発金融機関である。2020年9月現在、未発足。

## 概要
本部はエジプト共和国・カイロが予定されている。
1991年10月に開催されたマドリード中東和平会議以来進められている中東和平プロセスに対する経済面からの下支えを強化するため、1994年10月の第1回中東・北アフリカ経済サミットにおいで、中東・北アフリカ地域の平和と安定及び開発を強化促進するため、地域的な経済開発及び経済協力を促進する機関として中東・北アフリカ経済協力開発銀行の設立を含めた資金メカニズムについて検討を開始することがその宣言に盛り込まれた。その後、関心を有する国、地域の参加のもとに当該銀行を設立するための協定が作成されることとなり、1995年1月以降、数次にわたる会合を経て、1996年8月28日に設立協定が作成された。
協定は、当初の応募額の65％以上を代表する署名者が、批准、受諾した場合に発効することになっているが、批准、受諾したのは、日本、オランダ、イタリアのみであり、最大応募となる米国は、署名のみであり、域内参加者は、ヨルダンが署名したのみとなっており、2020年9月現在、協定は未発効であり従って中東・北アフリカ経済協力開発銀行は設立されていない。
このように批准、受諾が進まない理由については、中東和平プロセスの行き詰まりがその要因であると思われるが、日本国外務省の公式な見解は発見できない。

## 加盟メンバー
協定に規定された加盟予定者、次の19であるが、協定に署名した9者、批准・受諾した国は3者である。
| 加盟者名       | 署名日         | 批准又は受諾日 |
| -------------- | -------------- | -------------- |
| 域内加盟者     |                |                |
| アルジェリア   |                |                |
| エジプト       |                |                |
| イスラエル     |                |                |
| ヨルダン       | 1996年10月24日 |                |
| モロッコ       |                |                |
| パレスチナ     |                |                |
| チュニジア     |                |                |
| 域外加盟者     |                |                |
| オーストラリア | 1997年5月7日   |                |
| カナダ         |                |                |
| キプロス       | 1996年11月8日  |                |
| ギリシャ       | 1997年5月22日  |                |
| イタリア       | 1996年11月8日  |                |
| 日本           | 1997年5月30日  | 1997年5月30日  |
| 韓国           |                |                |
| マルタ         |                |                |
| オランダ       | 1997年2月18日  | 1997年12月10日 |
| ロシア         | 1996年11月22日 |                |
| トルコ         |                |                |
| アメリカ合衆国 | 1996年11月22日 |                |

## 日本における国内手続
協定の締結承認案件は、1997年2月10日に衆議院に提出され、同年3月13日に同院大蔵委員会で趣旨説明、同年3月17日に審議、採決が行われ、3月18日に本会議で賛成多数で可決された。参議院では3月27日に同院大蔵委員会で趣旨説明、4月1日に質疑、採決が行われ、4月4日に本会議で賛成多数で可決された。
協定の実施法案としては、中東・北アフリカ経済協力開発銀行への出資を可能にするための「中東・北アフリカ経済協力開発銀行への加盟に伴う措置に関する法律案」が1997年2月10日に衆議院に提出され、同年3月12日に同院大蔵委員会で趣旨説明、審議、同年3月18日に採決が行われ、3月18日に本会議で賛成多数で可決された。参議院では3月21日に同院大蔵委員会で趣旨説明、3月27日に質疑、4月1日に採決が行われ、4月4日に本会議で賛成多数で可決された。この法律は、1997年4月11日に法律第35号として公布されたが、協定の発効日から施行されることになっているため、現状では未施行である。